# Union de la reconstruction économique
L’Union de la reconstruction économique, abrégé WAV selon l'allemand Wirtschaftliche Aufbau-Vereinigung, est un parti politique allemand fondé par Alfred Loritz. Le parti a existé en 1945 et 1953 et a obtenu des sièges au Landtag de Bavière et au Bundestag. Ce parti populiste de la classe moyenne (Mittelstand), qui a été élu avec le soutien des associations de réfugiés allemands au Bundestag, a été perdu dans les conflits personnel. Certains de ses membres ont essayé de travailler avec des extrémistes de droite.